# 学校法人佐々木学園
学校法人佐々木学園（がっこうほうじんささきがくえん）とは、岐阜県岐阜市鶯谷町7に本部を置く学校法人である。

## 設置校
- 鶯谷中学・高等学校

## 沿革
- 1903年10月18日-佐々木とよにより佐々木裁縫女学校開校
- 1925年 - 佐々木高等女学校（現在の鶯谷中学・高等学校[注釈 1]）設立
- 1951年3月13日-認可
- 1996年-鶯谷中学校設立[1]